# ネ・ウィン選挙管理内閣
ネ・ウィン選挙管理内閣（ネ・ウィンせんきょかんりないかく）とは、1958年10月から1960年4月まで続いたミャンマーの内閣。

## 成立

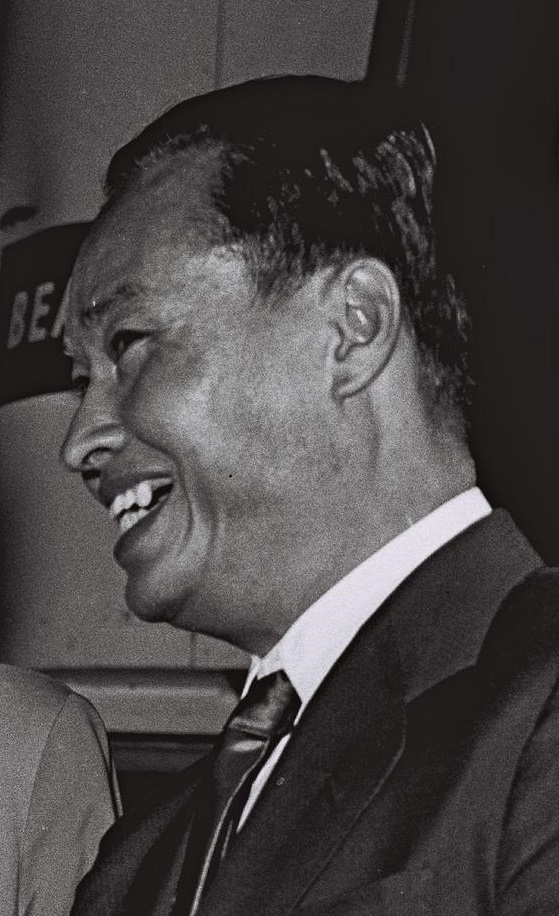
ネ・ウィン

1950年代後半、反ファシスト人民自由連盟（AFPFL）内のウー・ヌ/タキン・ティン派とバースエ/チョーニェイン派の対立が激しくなった。1958年6月5日、臨時国会が召集され、6月9日、バースエ/ニェイン派が提出した内閣不信任案が票決に付されたが、127対119、わずか8票差で否決された。ヌ/ティン派の勝因は、左翼系の諸派連合で、CPBはじめ各反乱軍とも関係が深いとされる国民統一戦線（NUF）を味方に付けたことだった。
その後、AFPFLは、ヌ/ティンの清潔AFPFLとバースエ/ニェインの安定AFPFLとに正式に分裂し、11月に予定されていた総選挙で激突することになった。しかしウー・ヌは内閣不信任案決議で貸しを作ったNUFとの妥協を迫られ、6月24日、（１）全反乱軍に対する恩赦（２）CPBを含む全政党が参加する国民会議を開催し民主主義憲章に署名すると発表したが、これはCPBを宿敵と見なす国軍には受け容れられないことだった。またウー・ヌは欠席していた9月1日に開催された清潔AFPFL全国大会で、内務大臣のボー・ミンガウン（Bo Ｍin Gaun）が「国軍は全人民の敵ナンバー１」と発言し、国軍がも猛然と反発、ヌが釈明に追われる事態となった。さらに清潔AFPFLと安定AFPFLの私兵同士の衝突も全国各地で発生しており、治安が大幅に悪化していた。この際、ビルマ・サンガ党という新興右派政党が、事態の改善のためには国軍による選挙管理内閣以外ありえないという声明を発表したり、ネ・ウィンの叔父である保守政治家・タキン・バーセインが国軍中心の反共政治家による護憲内閣の樹立を訴えたり、世論の一部に公然と軍事政権の実現を要求する声が出てきた。
そしてこの一連の動きに反発して、国軍北部軍管区司令官・アウンシュエがクーデターを計画。これを察知した政府は連邦軍警察、村落自衛団、森林警備隊をヤンゴン市内の各所に配置した。ちなみに国軍の参謀本部と南部軍管区司令官はクーデターに反対しており、このままでは国軍と連邦軍警察の対決、ひいては国軍内の分裂は避けられない事態となった。そこ国軍幹部のアウンジー准将とマウンマウン博士が事態の収束に奔走し、結果、1959年4月に選挙を実施することを条件にヌがネ・ウィンに合法的に政権を移譲することで決着し、同年10月28日、ネ・ウィンが首相に就任し、選挙管理内閣が成立した。政治には距離を置いてきたネ・ウィン自身は、不承不承承知したということのようである。しかし世論はこれを歓迎し、『ネーション』紙は「AFPFLは、あまりにも長い間権力の座にありすぎた。変革をもたらすなにか根本的な策が取られねばならない。ネ・ウィン将軍を得たことは幸運だ。一党支配の失政が続いた10年間、わが国は面目を失った。そして価値ある物事を求めるビジョンもエネルギーも、ほとんど誰も持てなくなった」と論評した。
なお選挙管理内閣の樹立が決定された際、ネ・ウィンとウー・ヌが書簡で交わした約束は、以下のようなものだった。
1. 1959年4月末までに自由で公正な総選挙を実施する準備を整える。
2. 選挙管理内閣には、管区ビルマの政党の党員は入閣させない。
3. 官僚と国軍兵士による政治干渉を阻止する。
4. 国軍兵士による暴力行為を阻止する。
5. 犯罪防止と国内治安の回復に努力する。
6. 中立政策を厳守する。

## 内容
1958年10月28日、ネ・ウィンは首相に就任し、公約2のとおり、ネ・ウィン以外は全員文民の内閣を組閣した。しかしのちにネウィンは国防省と国家計画省をマウンマウンとアウンジーに委ね、ティンペー准将が鉱山大臣、労働大臣、公共事業・国民住宅・復興大臣に任命し、国防省の民間調達部長のウー・ティハンを貿易開発大臣、協同組合・商品流通大臣、工業大臣に任命するなど、計144人の国軍将校が公務に就き、公約3は守られなかった。
また政権が発足した直後の10月20日・21日、国軍は『憲法に関する考察』と題された論文を発表した。その内容は、「有権者は全般的な無関心」に陥り、反乱軍の「巧みなプロパガンダに翻弄される」状況にあり「大衆は、利己主義、個人的利益、いかなる犠牲を払ってでも生存や生存を続けるという、一般的にあまり高い基準に達しない本能だけに支配されている」と国民を国家の潜在的敵と見なすものであった。
そのような認識の下、選挙管理内閣は以下のような実績を残した。
1. 治安回復：政権成立時点で反乱軍は約9,000人、さらに約5,000人のシンパがいたと推定されている。選挙管理内閣の期間、国軍は反乱軍に対して108回の大規模作戦と323回の地方作戦を実施し、国軍兵士の戦死者は530人、負傷者は638人。反乱軍側では戦死者は1,872人、負傷者は1,959人、捕虜は1,238人だった。さらに3,618人が降伏し（その多くは共産主義者）、兵器4,667個を鹵獲した。政権終了時、国軍は反乱軍の数を5,500人以下に減らしたと主張したが、その中にはこの期間中に唯一増加した中国国民党軍（KMT）の約1,000人が含まれていた。 また、これとは別に国軍は違法な銃器の一斉検挙、いわゆる刀狩りを実施し、政権発足後9か月間で1万4,000丁以上のライフルやその他の兵器を押収した。その結果、政治家や有力者の私兵として活動していたピューソーティー、森林警備隊、連邦警察隊の多くが解散した[9]。この間、暴力犯罪が急減し、そのおかげで1960年総選挙は選挙区の95％で実施できた[10]。
2. 反共政策：強烈な反共主義者のマウンマウン主導で、CPBが仏教に与える悪影響について記した『仏教の危機』と題したパンフレットを作成し、ミャンマー語、モン語、シャン語、パオ語で100万部以上を配布し、さらに仏教色の薄いバージョンをウルドゥー語に翻訳にしてムスリム・コミュニティに配布した。さらに別の反共パンフレット『燃える問題』はスゴー語、ポー・カレン語、カチン語、チン語、英語に翻訳して、カレン族、カチン族、チン族などのキリスト教徒の人々に配布した。またアンダマン諸島の最北端・ココ島に共産主義者から情報を引き出すための刑務所が建設され、多くの共産主義者が令状もなく逮捕され、裁判もなく長期勾留された[11]。
3. 報道の自由規制：マウンマウン主導で、情報省の下にあった政府新聞取締機構を内務省に移管。さらに新聞登録法を非常時（新聞）取締法を改定して、報道機関に対する統制を強化した。選挙管理内閣時代の2年間に多くの新聞社が閉鎖され、多くのジャーナリストがココ島の政治犯収容所に送られた[12]。
4. 国防サービス研究所（DSI）：1951年、国軍は、将校・兵士とその家族の福利厚生を図り、忠誠心を高めるために国防サービス研究所（The Defence Service Institute：DSI）を設立した。選挙管理内閣の期間中、DSIは大幅に拡大し、銀行、国際海運会社、輸出入会社、石炭輸入ライセンス、ホテル会社、漁業および鶏肉流通会社、建設会社、ラングーンで1日3万人の乗客を運ぶバス路線、ミャンマー最大の百貨店チェーンを設立または買収し、国内でもっとも強力なビジネス組織になった。この際、DSIは数百台のマツダ三輪車を輸入し、大尉以上の階級の国軍将校全員に販売して、副業を奨励した。自動車代を払う余裕のない将校には、DSI所有のアヴァ銀行から融資が行われた[13]。
5. 物価引き下げ：国軍兵士による生活必需品の輸送・販売、経済事犯の厳罰化、隠蔽物資の摘発によって物価が低下し、国民生活が改善した[14]。
6. 行政改革：AFPFL政権下では、行政機構で情実人事、汚職が蔓延っていたため、選挙管理内閣は政府、公団、公社から正党員を追放し、前述したように代わりに国軍将校を充てた[14]。
7. 国民登録：12歳以上の国民にすべてIDカードを発行するという目標を立て、政権発足後の3が月で130万人の登録を達成した。前の 8年間では、1,800 万人の国民のうち410万人しか登録していなかった。しかし僧侶の登録は、政府の仏教界への統制を強めるものと大きな反発を呼び、失敗した[15]。
8. ヤンゴンの美化：選挙管理内閣成立前のヤンゴンは「街路の側溝にはゴミがあふれていた。何十万もの野良犬でさえ、この積み重なる汚物の山を抑えることはできなかった。不法占拠者の小屋が、通り、公園、そして失業者や日雇いの人々がありとあらゆる空き地に溢れていた。政府は、無法、疫病、病気の増大する脅威に対処する能力も意志も明らかに欠けていた」状態だった。そこでトゥンセイン（Tun Sein）大佐は、市役所の幹部を多数解雇し、腐敗した市警察を再編し、街を浄化するための「浄化キャンペーン」を展開し、公務員、学生、教師、その他の住民からなる「浄化部隊」を街に派遣した。このキャンペーンは25週間連続の毎日曜日に実施され、約10万人が参加し、計1万1,154トンのゴミを収集した。またトゥンセインはヤンゴン北部にオッカラパとタケタ（英語版）という2つの衛星都市を建設し、1959年1月から5月の間に、約2万5,000の小屋から16万7,000人もの人々を移住させた[10]。
9. シャン州・カレンニー州の土侯の特権廃止：シャン州・カレンニー州の土侯は、従来から上院議員となる権利、一部課税権、行政裁判権などの特権が認められていたが、年金と一部の伝統的権力を残すことを引き換えに、1959年4月、政府とこの特権を放棄する合意を結んだ。これはAFPFL政権の長年の目標でもあった。1960年1月にはカチン州とシャン州の国境地帯を政府直轄地とした[14]。
10. 中国との国境画定：ネ・ウィンは1960年1月24日から29日まで北京に滞在して周恩来首相と会談し、相互不可侵条約と中緬国境協定の2つの協定に署名した。この国境協定はミャンマー史上初めて中国と合意された国境線で、もともと19世紀にイギリスが中国から借り受けたピモー、ゴーラン、カンパンというカチン族の小さな村々と、パンフン（Panghung）、パンラオ（Panglao）のワ族居住地域[注釈 1]を中国に譲渡する代わりに、ミャンマーはナムカムの北西にあるナムワン指定地域（英語版）を譲り受けた。こ新しく定められた国境は、概ねイギリスが定義した国境であり、ミャンマー優位と言えるものだった[16][17]。

## 終了
これらすべての改革を公約の半年で実行するのは不可能であることを悟ったネ・ウィンは、1959年2月13日の国会で、（１）政党が依然として武装し、抗争を続けている現状では、1959年4月末までに自由公正な選挙を実施することはできない（２）選挙管理内閣は、発足当初は清潔、安定両AFPFLの支持を受けていたが、現在、清潔AFPFLは選挙管理内閣に不信を抱いているようだ、と述べてまず総辞職の意思を示し、その後、もしも選挙管理内閣の続行を望むのであれば、非議員の6か月以上の政権担当を禁止する憲法の規定を改正するように、議会に要請した。議会はこの要請に応え、2月26日、憲法改正案を可決し、翌27日、ネ・ウィンが首相に再選出された。
この際、国軍内にはこのまま権力に留まり続けようという機運もあったようだが、陸軍心理局が実施した世論調査で、国軍のあまりにも急進的な改革、兵士の傲慢な態度・腐敗・非礼などが理由で国民の間で非常に不評であることが判明したので、ネ・ウィンはこれ以上国軍の評判が傷つくのを嫌い、1960年4月に民政移管した。平和裏に民政移管したということで、ネ・ウィンはマグサイサイ賞の候補に上がったが、「親欧米的」という理由で受賞を辞退した。
その後、『信頼は立証されたか？』という選挙管理内閣の業績に関する500ページを超える英文の報告書が発行された。

## 閣僚名簿
|                                                | 役職                                    | 経歴                 |
| ---------------------------------------------- | --------------------------------------- | -------------------- |
| ネ・ウィン                                     | 首相、国防大臣                          | 国軍総司令官         |
| テインマウン（Thein Maung）                    | 副首相、外務大臣、 宗教大臣、保健大臣   | 最高裁判事           |
| ルンボー（Lun Baw）                            | 副首相                                  | 不明                 |
| キンマウンピュー（Khin Maung Phyu）            | 内務大臣、情報大臣、 移民・国民登録大臣 | 首席秘書官           |
| チャントゥンアウン（Chan Tun Aung）            | 正義大臣                                | 元高裁判事           |
| チョーニェイン（Kyaw Nyein）                   | 財務歳入大臣                            | ビルマ連合銀行会長   |
| バーチャー(Ba Kyar）                           | 協同組合・商品流通大臣                  | 元裁判官             |
| サンニュン（San Nyunt）                        | 運輸大臣、建設大臣                      | 選挙管理委員会委員   |
| カー（Kar）                                    | 文部大臣、林業大臣                      | ヤンゴン大学数学講師 |
| チッタウン（Chit Thaung）                      | 産業大臣、労働大臣                      | 政府の化学検査官     |
| サオ・ワンナ（Sao Wanna）                      | カレンニー州大臣                        |                      |
| サオ・ホンペー（Sao Hong Pe）                  | シャン州大臣                            |                      |
| タンリャン（Htan Hlyan） ヤーモン（Yar Hmone） | チン特別区大臣                          |                      |
| ソー・ラトゥム（Saw Hla Tum）                  | カレン州大臣                            |                      |
| ドゥワ・ゾールン（Duwa Zaw Lun）               | カチン州大臣                            |                      |